# Catancyla
Catancyla é um gênero de mariposa pertencente à família Crambidae.